# Lucienne N'Da
Lucienne N'Da (sinh ngày 6 tháng 7 năm 1965) là một vận động viên nhảy cao đã nghỉ hưu của Bờ Biển Ngà và là nhà vô địch châu Phi bốn lần. Cú nhảy tốt nhất của cá nhân cô là 1,95 mét, đạt được tại Giải vô địch châu Phi năm 1992 tại Belle Vue Maurel. Đây là kỷ lục quốc gia hiện tại. Cô cũng đã tham dự hai Thế vận hội, tại Seoul 1988 và Barcelona 1992.

## Giải đấu quốc tế
| Năm                      | Giải đấu                 | Địa điểm                    | Thứ hạng                 | Nội dung                 | Chú thích                |
| Representing Bờ Biển Ngà | Representing Bờ Biển Ngà | Representing Bờ Biển Ngà    | Representing Bờ Biển Ngà | Representing Bờ Biển Ngà | Representing Bờ Biển Ngà |
| ------------------------ | ------------------------ | --------------------------- | ------------------------ | ------------------------ | ------------------------ |
| 1982                     | African Championships    | Cairo, Egypt                | 3rd                      | High jump                | 1.64 m                   |
| 1984                     | African Championships    | Rabat, Maroc                | 2nd                      | High jump                | 1.73 m                   |
| 1985                     | African Championships    | Cairo, Ai Cập               | 3rd                      | High jump                | 1.70 m                   |
| 1988                     | African Championships    | Annaba, Algérie             | 1st                      | High jump                | 1.80 m                   |
| 1988                     | Olympic Games            | Seoul, South Korea          | 24th (q)                 | High jump                | 1.75 m                   |
| 1989                     | African Championships    | Lagos, Nigeria              | 1st                      | High jump                | 1.81 m                   |
| 1989                     | World Cup                | Barcelona, Spain            | 7th                      | High jump                | 1.80 m                   |
| 1990                     | African Championships    | Cairo, Ai Cập               | 1st                      | High jump                | 1.80 m                   |
| 1991                     | All-Africa Games         | Cairo, Ai Cập               | 1st                      | High jump                | 1.83 m                   |
| 1992                     | African Championships    | Belle Vue Maurel, Mauritius | 1st                      | High jump                | 1.95 m NR                |
| 1992                     | Olympic Games            | Barcelona, Spain            | 37th (q)                 | High jump                | 1.79 m                   |
| 1992                     | World Cup                | Havana, Cuba                | 3rd                      | High jump                | 1.88 m                   |
| 1993                     | African Championships    | Durban, Nam Phi             | 2nd                      | High jump                | 1.86 m                   |
| 1994                     | Jeux de la Francophonie  | Évry, Pháp                  | 3rd                      | High jump                | 1.87 m                   |